# Louis Talamoni
Pour les articles homonymes, voir Talamoni.
Ne doit pas être confondu avec Louis Talamoni (prêtre italien).
Louis Talamoni, né le 20 décembre 1912 à Vezzani et mort le 30 avril 1975 à Coti-Chiavari, est un homme politique français, sénateur de la Seine puis du Val-de-Marne.
Il est le grand-oncle de Jean-Guy Talamoni.

## Biographie
En 1929, à 17 ans, Louis Talamoni adhère à la Jeunesse communiste et au Parti communiste en 1932, il participe aux conflits qui aboutirent au Front populaire et emménage à  Champigny-sur-Marne en 1939 où il s'implique dans la vie locale. Il participe à la libération de la Corse dans les rangs des Francs-tireurs et partisans (FTP). Après-guerre, il est élu en 1947 maire-adjoint à l'enfance de Champigny-sur-Marne.
Sénateur-maire communiste de Champigny-sur-Marne (1950-1975), dont la population fit plus que doubler durant son mandat, il mena une importante politique de solidarité avec les habitants du bidonville de sa commune, principalement des immigrés portugais.
Louis Talamoni est honoré par la réalisation en 2016 d'un monument commémoratif édifié à la suite d'une souscription au sein de cette communauté,,.
Comme parlementaire, il proposa en 1967 un statut des immigrés et en 1968 une indemnisation des Français rapatriés d'outre-mer.

## Détail des fonctions et des mandats
Mandats parlementaires
- 8 juin 1958 – 26 avril 1959 : Sénateur de la Seine
- 1er février 1963 – 30 avril 1975 : Sénateur du Val-de-Marne

Mandats locaux
- 1950-1975 : Maire de Champigny-sur-Marne